# Wolftracks
Wolftracks è un album in studio di John Kay & Steppenwolf, pubblicato nel 1982.

## Tracce
Testi e musiche di John Kay, eccetto dove indicato.

Side 1
1. All I Want Is All You Got – 3:55
2. Time (Kay, Michael Palmer, Kevin Kern) – 3:31
3. None of the Above (Kay, M. Palmer, Steven Palmer) – 5:59
4. You – 3:50
5. Every Man for Himself – 3:19
6. Five Finger Discount – 4:36

Side 2
1. Hold Your Head Up (Rod Argent, Chris White) – 3:42
2. Hot Night in a Cold Town (Rick Littlefield, Geoffrey Cushing-Murray) – 3:20
3. Down To Earth (Kim Fowley, Ross Wilson) – 3:00
4. For Rock-N-Roll – 3:42
5. The Balance – 6:15

## Formazione
- John Kay – chitarra, voce
- Michael Wilk – tastiera, voce
- Michael Palmer – chitarra, voce
- Welton Gite – basso
- Steven Palmer – batteria, percussioni, voce
- Brett Tuggle – cori
- George Biondo – cori